# Sebastian Hedin
Sebastian Hedin, född 27 januari 1974, är en svensk regissör och programledare som bland annat varit programledare för Stor i Japan, tillsammans med Jens Sjögren. Båda två var även frontprofiler i matlagningsprogrammet Superklasse som sändes på TV4 2002.
Sebastian jobbar för det mesta som reklamfilmsregissör och har varit representerad av Ridley Scotts bolag RSA i USA. Han har gjort globala kampanjer åt Ikea, Honda, Ebay, Coca Cola, Nike m.fl. 
Han vann även ett Young directors award i Cannes 2004. 